# Пюто (группа)
Группа Пюто (фр. Groupe de Puteaux) — творческое объединение художников разных стран начала XX века, использовавших метод кубизма. Располагаясь в парижском пригороде, группа проводила регулярные встречи в доме братьев Дюшан в Пюто и в студии Альбера Глез в Курбевуа. Объединение функционировало с 1911 по примерно 1914 год, члены коллектива стали известны после их неоднозначной выставки в Салоне Независимых весной 1911 года.

## История группы
Группа Пюто образовалась в 1910 году, в результате постоянных встреч художников на квартире у живописца Жака Вийона, где обсуждалось творчество таких мастеров-кубистов, как жившие и работавшие на Монмартре П. Пикассо и Ж. Брак. Собрания группы в Пюто продолжались вплоть до 1914 года. Группа получила широкую известность после знаменитой художественной выставки весной 1911 года в парижском Салоне Независимых. Название группы по городку Пюто (в западном Округе Парижа) было выбрано умышленно, чтобы отделить свои работы от созданий Пикассо и Брака. В то же время члены этого объединения, находясь под сильным влиянием новаторства их работ, разработали несколько теорий, научно обосновывающих эстетику и гармоничность кубизма. В связи с этим художники Альбер Глез и Жан Метценже пишут теоретический манифест О кубизме (Du cubisme), вышедший в 1912 году в парижском издательстве «Figuière». Согласно этому произведению художественной критики, истинными кубистами признавались лишь члены группы Пюто, Пикассо и Брак же были заклеймены как «галерейные кубисты». В то же время картины Робера Делоне, входившего в Пюто, были Г. Аполлинером охарактеризованы как орфизм, или «орфический кубизм». Члены группы Пюто интересовались также африканским традиционным искусством, футуризмом, художественной фотографией.
В 1912 году художник Марсель Дюшан представляет группе свою новую работу, полотно «Обнажённая, спускающаяся по лестнице» (Nu descendant un escalier no. 2), которое членами группы было раскритиковано и отклонено. В настоящее время эта картина считается одной из эпохальных для начала XX века, открывшая искусству мир футуризма. В феврале 1912 года, на футуристической выставке в Париже принимают участие такие мастера кубизма, как А. Архипенко, Роже де ла Френе, Франсис Пикабиа, Жан Метценже.
В феврале 1912 г. в Париже члены группы приняли участие в  выставке футуристов. В 1912 году часть художников из группы Пюто образовали сообщество по организации выставок — Золотое сечение.

## Члены группы
В группу Пюто входили художники-кубисты и теоретики живописи:
- Гильом Аполлинер (1880—1918)
- Александр Архипенко (1887—1964)
- Константин Бранкузи (1876—1957)
- Жак Вийон (1875—1963)
- Альбер Глез (1881—1953)
- Робер Делоне(1885—1941)
- Марсель Дюшан (1887—1968)
- Раймон Дюшан-Вийон (1876—1918)
- Франтишек Купка (1871—1957)
- Фернан Леже (1881—1955)
- Анри Ле Фоконье (1881—1946)
- Луи Маркусси (1878—1941)
- Жан Маршан (1883—1940)
- Жан Метценже (1883—1956)
- Франсис Пикабия (1879—1953)
- Жанна Риж-Руссо (1870—1956)
- Андре Сальмон (1881—1969)
- Леопольд Сюрваж — (1879—1968)
- Роже де ла Френе (1885—1925)
- Йожеф Чаки (1888—1971)